# Tripp Lite

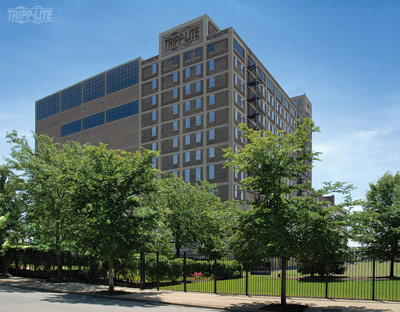
Sede central de Tripp Lite, en Chicago, IL.

Tripp Lite es un fabricante estadounidense especializado en productos eléctricos. Su sede se encuentra en Chicago. Cuenta con alrededor de 450 empleados y mantiene una presencia en 80 países en todo el mundo. Tripp Lite posee una variedad de categorías de productos, algunos de ellos son; UPS, No breaks, supresores de tensión, inversores, swiths KVM y regletas multicontactos.